# Falkhallen
Falkhallen är en evenemangshall i Falkenberg, Sverige, invigd 2010. Den började byggas 2008 efter att Visningshallen, som legat på platsen tidigare, rivits.